# 弘前市運動公園野球場
弘前市運動公園野球場（ひろさきしうんどうこうえんやきゅうじょう）は、青森県弘前市の弘前市運動公園内に所在する野球場で、愛称ははるか夢球場（はるかゆめきゅうじょう）。施設を弘前市が所有したうえで、公益財団法人弘前市スポーツ協会が指定管理者として運営管理業務を担っている。

## 歴史
かつて弘前公園内にあった弘前市営球場の代替施設として、1979年4月1日に弘前市運動公園内へ開場。1996年3月31日には、ナイター照明が完成。開場後には、高校・大学によるアマチュア野球公式戦などを中心に使用されている。NPBでは、1979年・1982年・1984年に、日本ハムファイターズの主催で一軍公式戦を実施。2009年・2015年・2016年には、地元球団である東北楽天ゴールデンイーグルスの主催で、イースタン・リーグ（二軍）の公式戦が開かれた。野球以外の競技では、日本女子ソフトボールリーグの公式戦にも使用されている。
愛称である「はるか夢球場」は、斎藤春香（弘前市出身のソフトボール日本代表元選手・監督）の名前にちなんだもので、弘前市民からの公募を経て2012年に命名された。
球場を運営する弘前市では、2017年に東北楽天の一軍公式戦開催を実現させるべく、弘前商工会議所などとの地元団体・企業と共に『プロ野球一軍戦誘致実行委員会』を結成。2015年からは、運動公園改修事業の一環として、総事業費28億1000万円で内外野の人工芝化、観客席の拡張、照明灯の更新などを進めてきた。その結果として現行のNPB一軍公式戦開催要件を満たしたため、2016年11月11日には、翌2017年6月28日に東北楽天主催の一軍公式戦（対オリックス・バファローズ戦）を18:00開始のナイトゲームとして初めて開催することがパシフィック・リーグから発表された。
2017年は、上記の改修が5月末に完了したこともあり、6月18日から21日まで、改修後初めての試合として、第6回東アジアカップ女子ソフトボール大会 2017 in HIROSAKIを開催した。弘前市内でスポーツの国際大会が開かれたのは、この大会が初めてである。さらに、6月28日には、前述した東北楽天対オリックス戦を18:02から開催。青森県内では1988年7月17日の広島東洋カープ対ヤクルトスワローズ戦（青森県営野球場）、当球場としては上述の1984年以来、平成時代では初めてのNPB一軍公式戦が実現した。この年以降は、前年まで青森市営野球場で催されていた全国高等学校野球選手権青森大会の準々決勝以降の試合と閉会式の会場にもなっている。
2018年は、7月3日に東北楽天主催の一軍公式戦（福岡ソフトバンクホークスとのナイトゲーム）を開催。7月12日には、青森県内の球場としては初めて、フレッシュオールスターゲームが開催された。
2019年は、東北楽天主催の一軍公式戦（埼玉西武ライオンズとのナイトゲーム）を5月29日に開催した。
2022年は、東北楽天主催の一軍公式戦（vs福岡ソフトバンクホークス）を7月5日に開催した。

## 施設概要
- 両翼：100m、中堅：122m
- 収容人員：15,050人（メインスタンド4,602人　内野席1,620人　フィールドシート628人　外野席8,200人）
- 照明設備：照明塔8基434灯
- スコアボード：高解像度フルカラーLED　（三菱電機製・オーロラビジョン、縦4.16m×横22.08m）

改修に際しては、「市民が憩えるボールパーク」をテーマに、両翼93m、中堅120mメートルだったグラウンドを拡張。外野スタンドにジョギングコースを整備したほか、右翼側外野席および一塁側内野席の外にそびえる名峰・岩木山の稜線をモチーフに設計されたメインスタンドや、津軽三味線のバチのイメージで設計された照明灯を新設した。その一方で、照明を要する試合を開催する場合にだけ発電機を使用するなど、消費電力や球場維持費の抑制に努めている。
また、広島東洋カープの本拠地であるマツダスタジアムを視察し、松田オーナーからのアドバイスを受けた結果、球場の形状を左右非対称とし、左翼後方を列車が通過する景観を生かした設計となっている。

### スコアボード
- 2014年までは電光式だったが、2015年の改修で三菱電機製の「オーロラビジョン」（高解像度フルカラーLED式大型映像装置）を採用したことを機に、ボールカウントを示すSBOランプを撤去。動画やリプレイ映像の再生が可能になった一方で、ボールカウントについては、上からBSOの順に試合中だけ表示されるようになった。また、球場のある運動公園全体を防災拠点として整備する弘前市の方針を背景に、災害が発生した場合には市の広報（安否情報など）を伝えることを想定している[11]。
- ファウルボールがスタンドに入った際、場内アナウンスとともに注意画面が表示される。

## プロ野球開催実績
| 開催日        | リーグ                                                   | 対戦カード                                               | 観客数   |
| ------------- | -------------------------------------------------------- | -------------------------------------------------------- | -------- |
| 1979年8月18日 | パ・リーグ                                               | 日本ハム 4 - 0 南海                                      | 11,000人 |
| 1982年7月17日 | パ・リーグ                                               | 日本ハム 2 - 3 ロッテ                                    | 10,000人 |
| 1984年8月11日 | パ・リーグ                                               | 日本ハム 6 - 1 南海                                      | 08,000人 |
| 2009年8月1日  | イ・リーグ                                               | 楽天 8 - 9 ロッテ                                        | 0882人   |
| 2015年6月6日  | イ・リーグ                                               | 楽天 2 - 6 ロッテ                                        | 03,541人 |
| 2016年7月23日 | イ・リーグ                                               | 楽天 11 - 5 日本ハム                                     | 04,198人 |
| 2017年6月28日 | パ・リーグ                                               | 楽天 3 - 2 オリックス                                    | 13,227人 |
| 2018年7月3日  | パ・リーグ                                               | 楽天 2 - 5 ソフトバンク                                  | 13,304人 |
| 2018年7月12日 | フレッシュオールスターゲーム ウ・リーグ 3 - 1 イ・リーグ | フレッシュオールスターゲーム ウ・リーグ 3 - 1 イ・リーグ | 08,715人 |
| 2018年8月11日 | イ・リーグ                                               | 巨人 0 - 1 ロッテ                                        | 02,855人 |
| 2019年5月29日 | パ・リーグ                                               | 楽天 1 - 4 西武                                          | 13,326人 |
| 2022年7月5日  | パ・リーグ                                               | 楽天 2 - 6 ソフトバンク                                  | 10,191人 |
| 2023年8月12日 | イ・リーグ                                               | 楽天 3 - 5 日本ハム                                      | 02,993人 |
| 2024年7月2日  | パ・リーグ                                               | 楽天 1 - 4 オリックス                                    | 11,525人 |
| 2024年7月6日  | ファーム交流戦                                           | 広島 3 - 1 ヤクルト                                      | 02,230人 |
| 2024年7月7日  | ファーム交流戦                                           | 広島 3 - 4 ヤクルト                                      | 01,597人 |

- 入場者数は2004年以前の試合は、主催者側の判断による概数。2005年以降はチケットの発券枚数による実数。
- 1984年の日本ハムは、球団ワースト記録の（3引き分けを挟む）14連敗で対南海戦に臨んだが、この試合に勝利したことで連敗を脱出した。
- 2016年7月に楽天へ入団したカルロス・ペゲーロは、同月23日に出場したイースタン・リーグの対日本ハム戦で、満塁本塁打を含む2本塁打を記録。翌2017年には、一軍のオリックス戦1回裏の第1打席で、改修完了後のプロ野球公式戦初本塁打を放った[12]。2018年の対ソフトバンク戦にもスタメンで出場したが、2三振を含む3打数無安打という成績で、シーズン終了後に退団した。
- 弘前市立桔梗野小学校から青森県立弘前実業高等学校の学生時代まで当球場でのプレーを経験した後に、岩手県の富士大学を経て2015年に西武へ入団した同市出身の外崎修汰は、2019年5月29日の楽天対西武戦に、西武の「3番・二塁手」として改装後初めて当球場に登場。3回表の第2打席に犠牲フライで打点を記録するなど、フル出場でチームの勝利に貢献した[13]。

## その他の主なイベント
- 年2回「はるか夢球場バッティングセンター」毎年冬に「冬の球場アート」が開催されている。

## 交通
- 弘南鉄道弘南線・運動公園前駅より徒歩2分
- 東北自動車道・大鰐弘前ICより約10分（約7.5km）
- 弘前駅城東口2番のりばより弘南バス「小比内線」で「武道館前」下車後徒歩約5分